# کارلتون یوجین واتکینز
کارلتون یوجین واتکینز (به انگلیسی: Carleton Watkins) عکاس اهل ایالات متحده آمریکا بود.

## زندگی

### تولد
کارلتون در ۱۱ نوامبر ۱۸۲۹ به دنیا آمد و از میان ۸ فرزند بزرگترین فرزند خانواده بود. پدر و مادر او جان و جولیا واتکینز، نجار و صاحب مسافرخانه بودند. او در اونینتا، نیویورک متولد شد، او یک شکارچی و ماهیگیر بود و در کلوپ شادی و کر کلیسای پرزبیتریان شرکت داشت.

### سانفرانسیسکو
در سال ۱۸۵۱، واتکینز و دوست دوران کودکی‌اش کولیس هانتینگتون به امید یافتن طلا به سانفرانسیسکو نقل مکان کردند.
در داستان‌هایی که از نخستین دوران فعالیت واتکینز نقل می‌شود، جداکردن واقعیت از افسانه کاری دشوار است. واتکینز مانند بسیاری از افراد دیگر، بیشتر دارایی خود را در حریقی که در پی زمین‌لرزه ۱۹۰۶ سان فرانسیسکو اتفاق افتاد، از دست داد. به نظر می‌رسد که علاقه او به عکاسی امری اتفاقی بوده است، چراکه در ابتدا، موقتاً به‌جای عکاس داگروتایپ که در عکاس‌خانهٔ رابرت وانس کار می‌کرد، استخدام شد. وانس که می‌دانست واتکینز از عکاسی چیزی نمی‌داند، از او خواست که وانمود کند از کسانی که قبلاً سفارش تک‌چهره داده بودند، عکس می‌گیرد. البته این عکسبرداری‌ها بعداً تجدید می‌شد. با این همه، وقتی واتکینز شروع به آموختن عکاسی کرد، بدین هنر علاقه‌مند شد و به‌زودی واقعاً مشغول کار در عکاس‌خانهٔ وانس گردید.

## نگارخانه

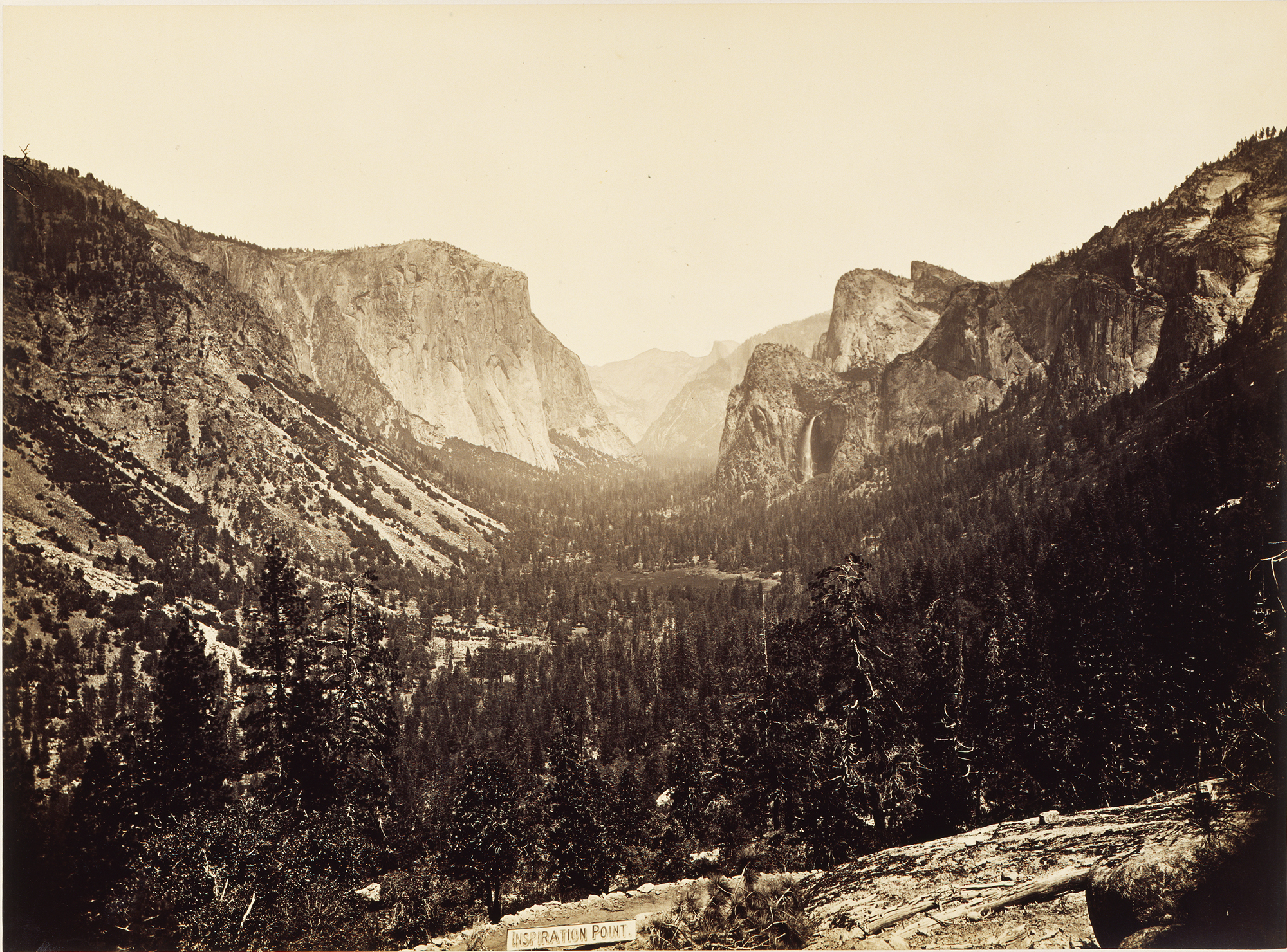
دره یوسمیتی، نمایی از نقطه الهام، ۱۸۷۹، در موزه هنر دانشگاه پرینستون
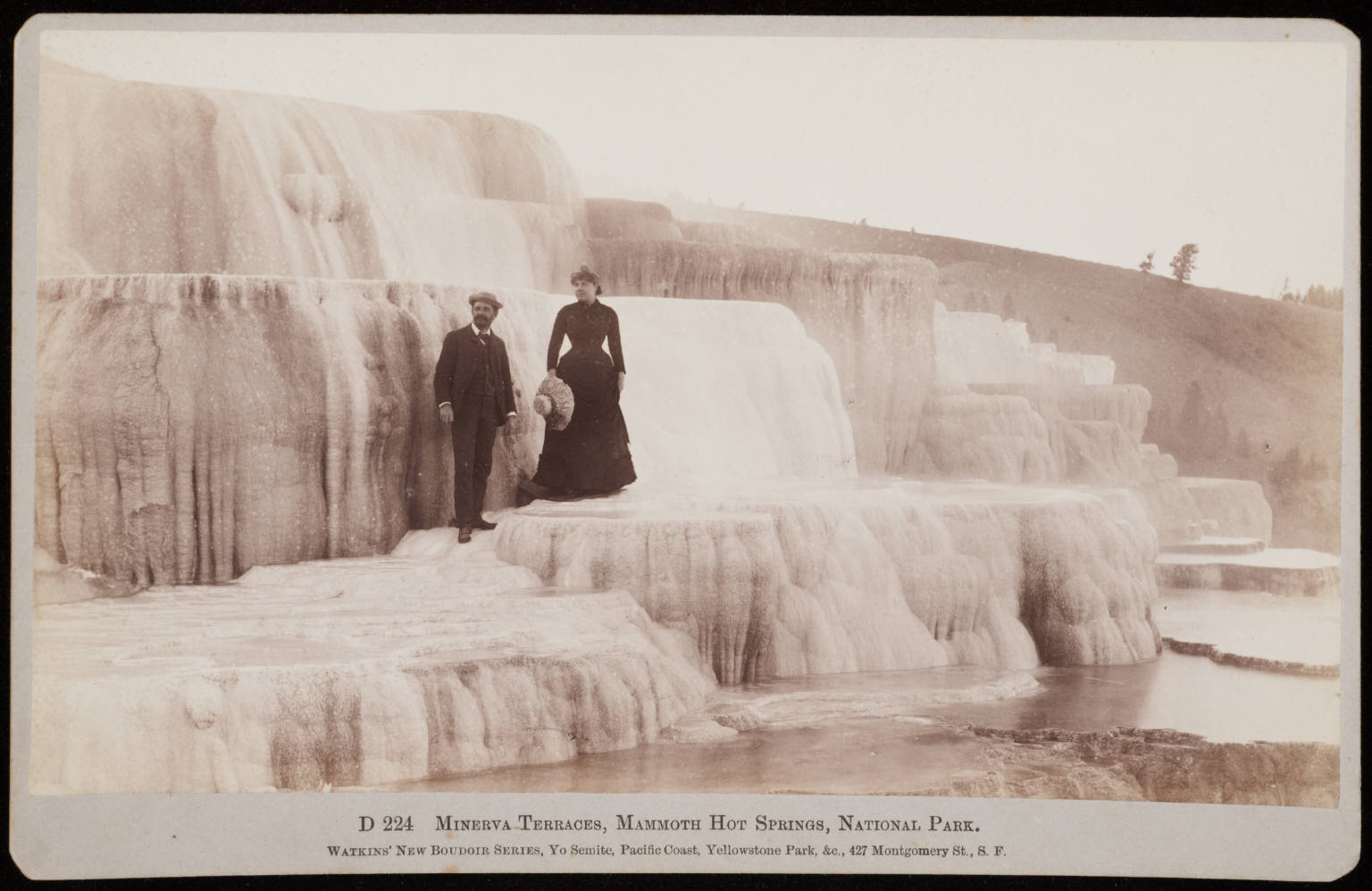
تراس‌های مینروا، چشمه‌های آب گرم ماموت، پارک ملی
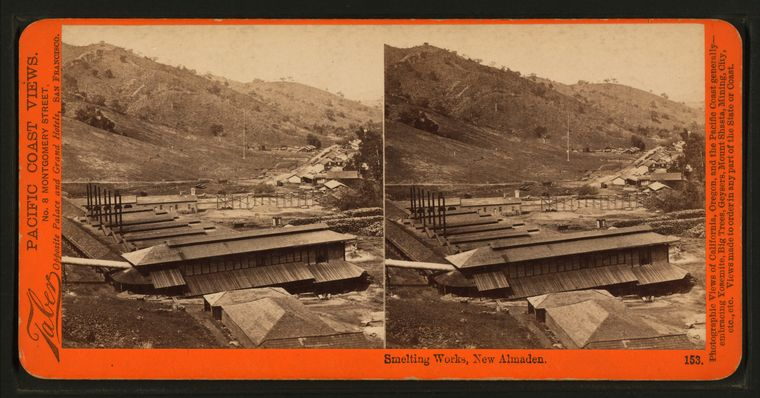
آثار ذوب، نیو آلمدن
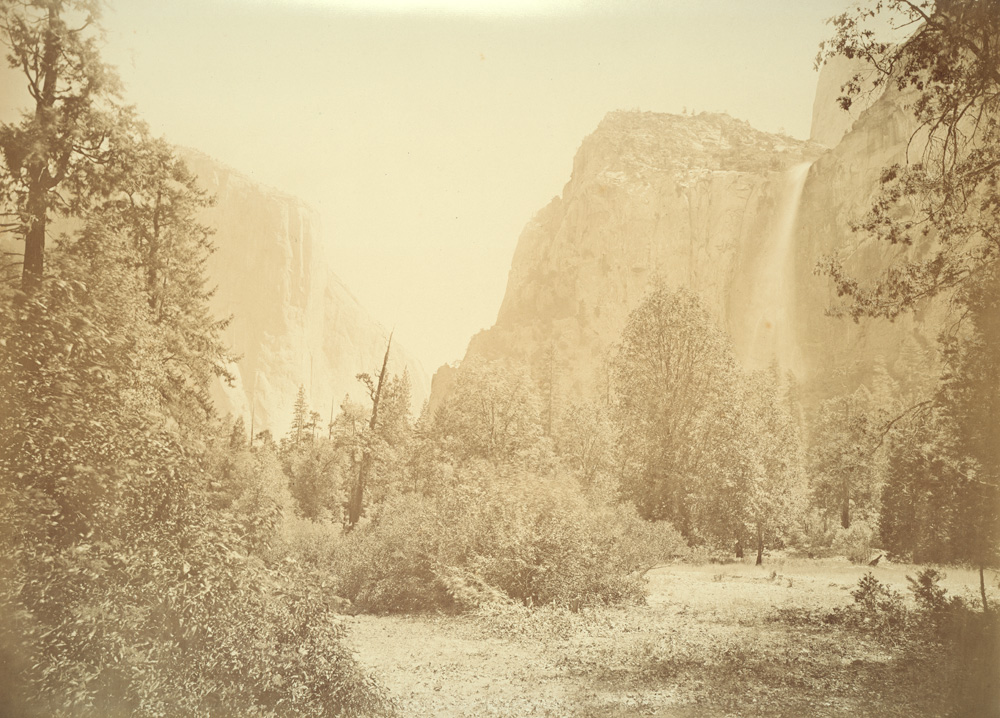
سقوط حجاب عروس. یکی از عکسهای نمادین واتکینز
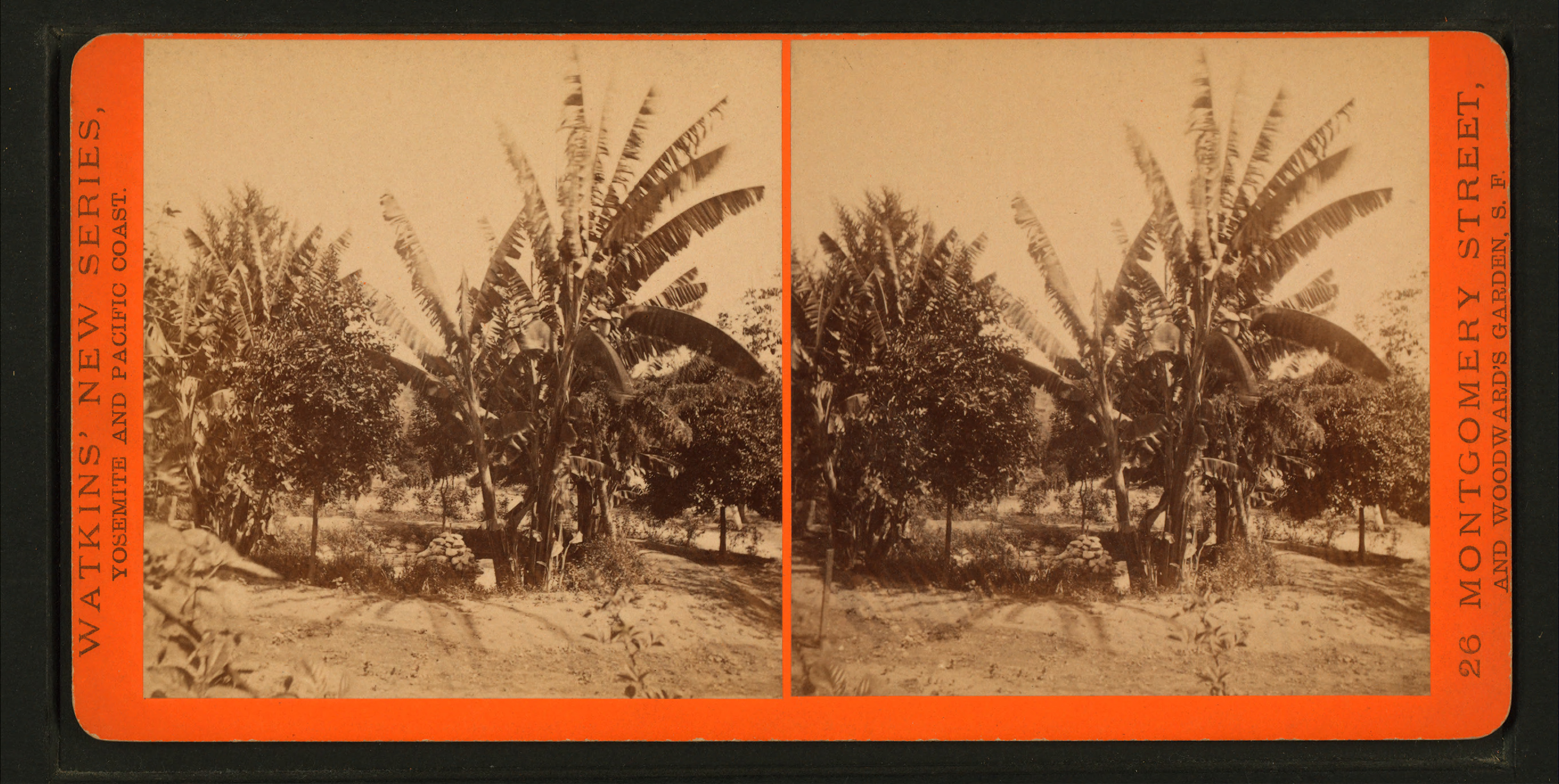
درخت چنار
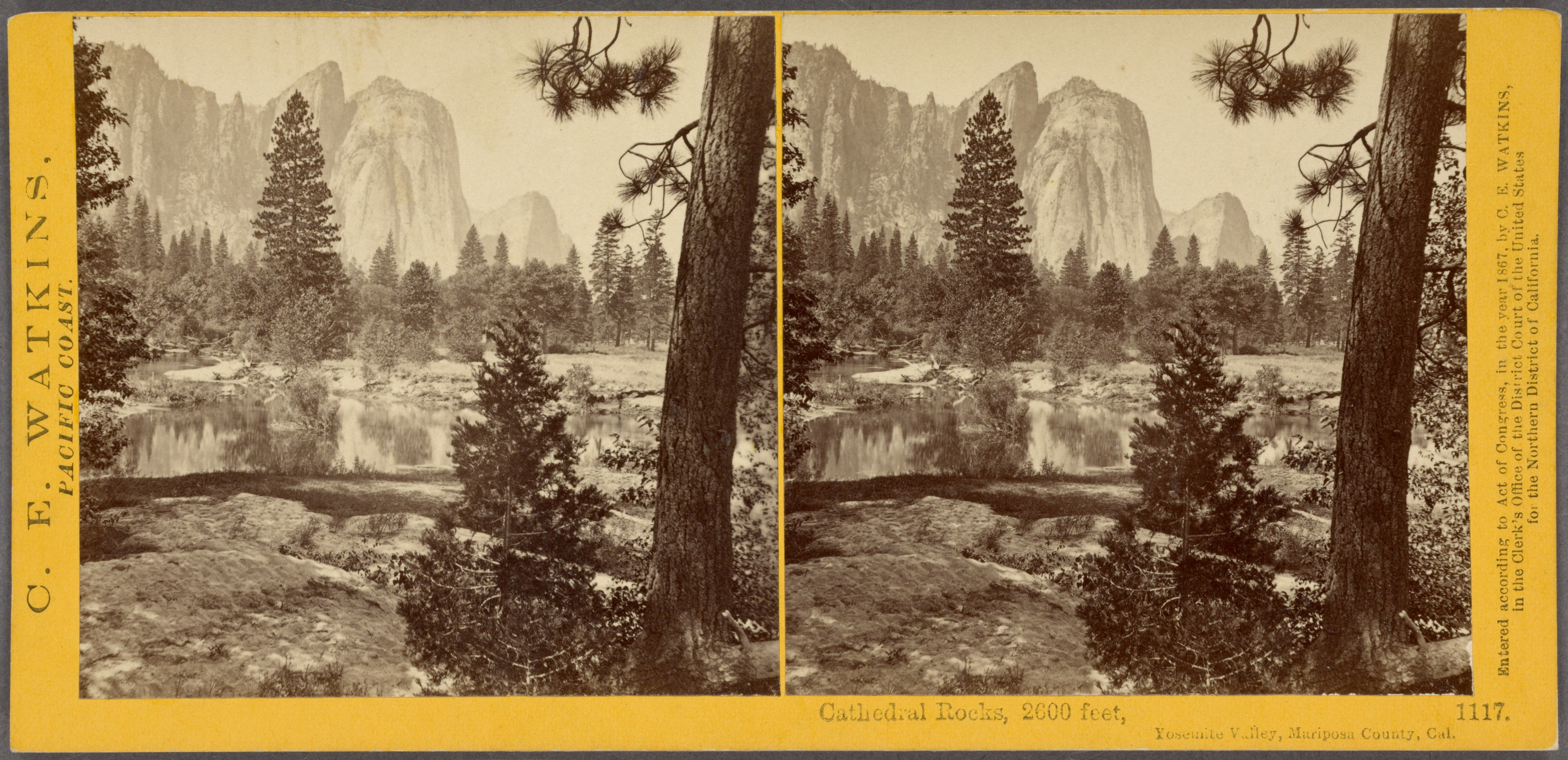
کلیسای جامع صخره‌ها، ۲۶۰۰ فوت، دره یوسمیتی، شهرستان ماریپوسا، کال